# Koryfanta

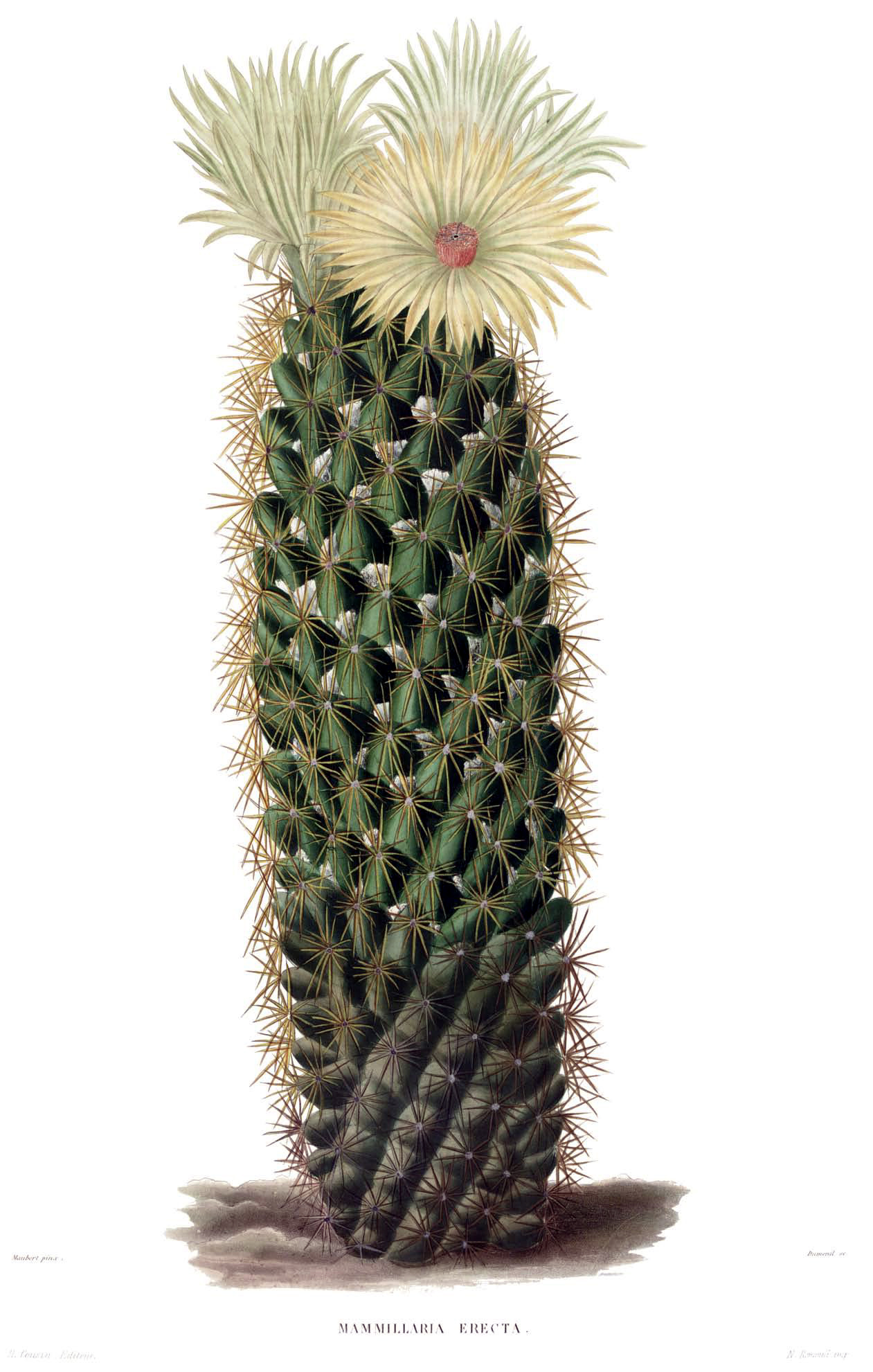
Coryphanta erecta

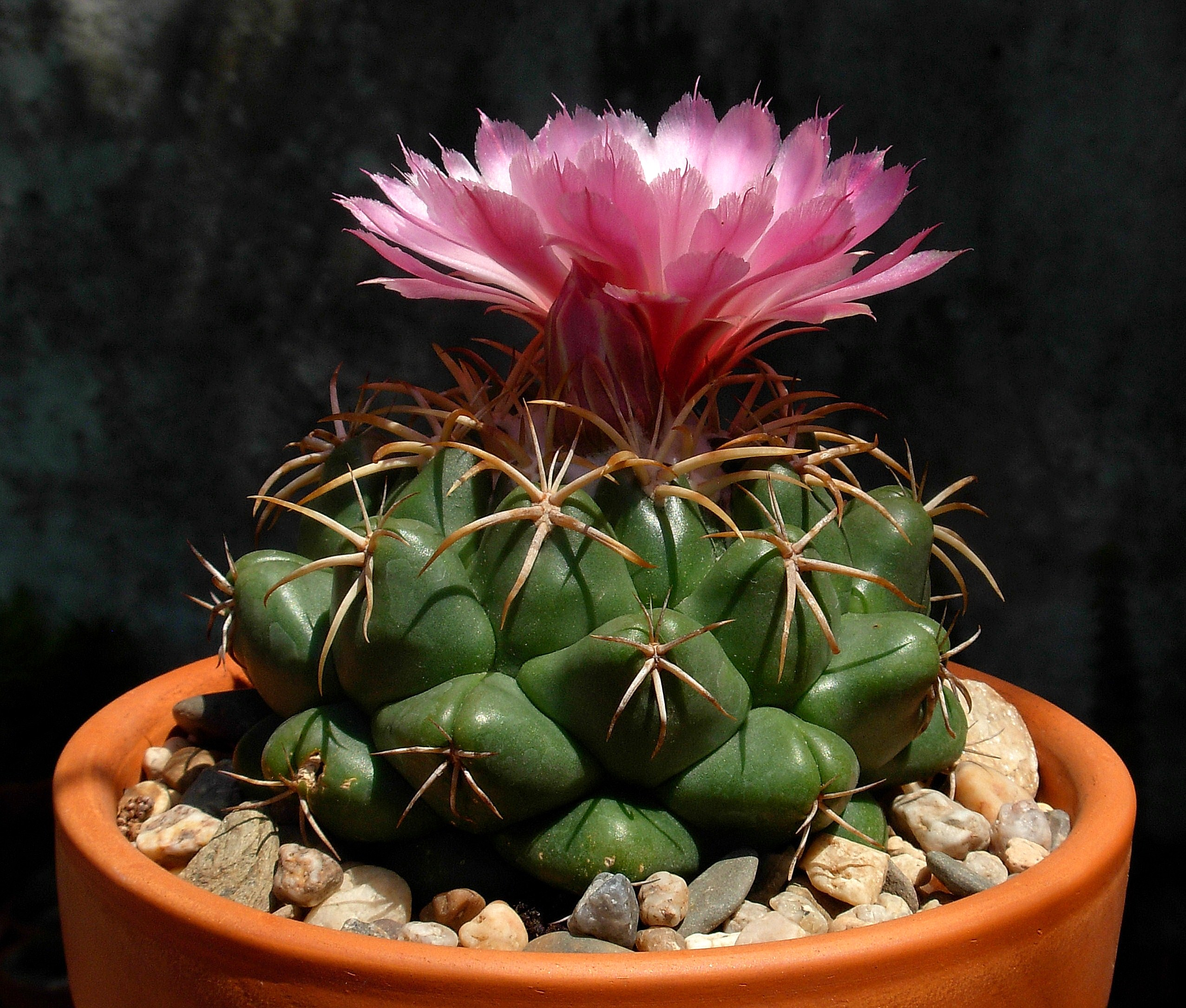
Coryphantha elephantidens

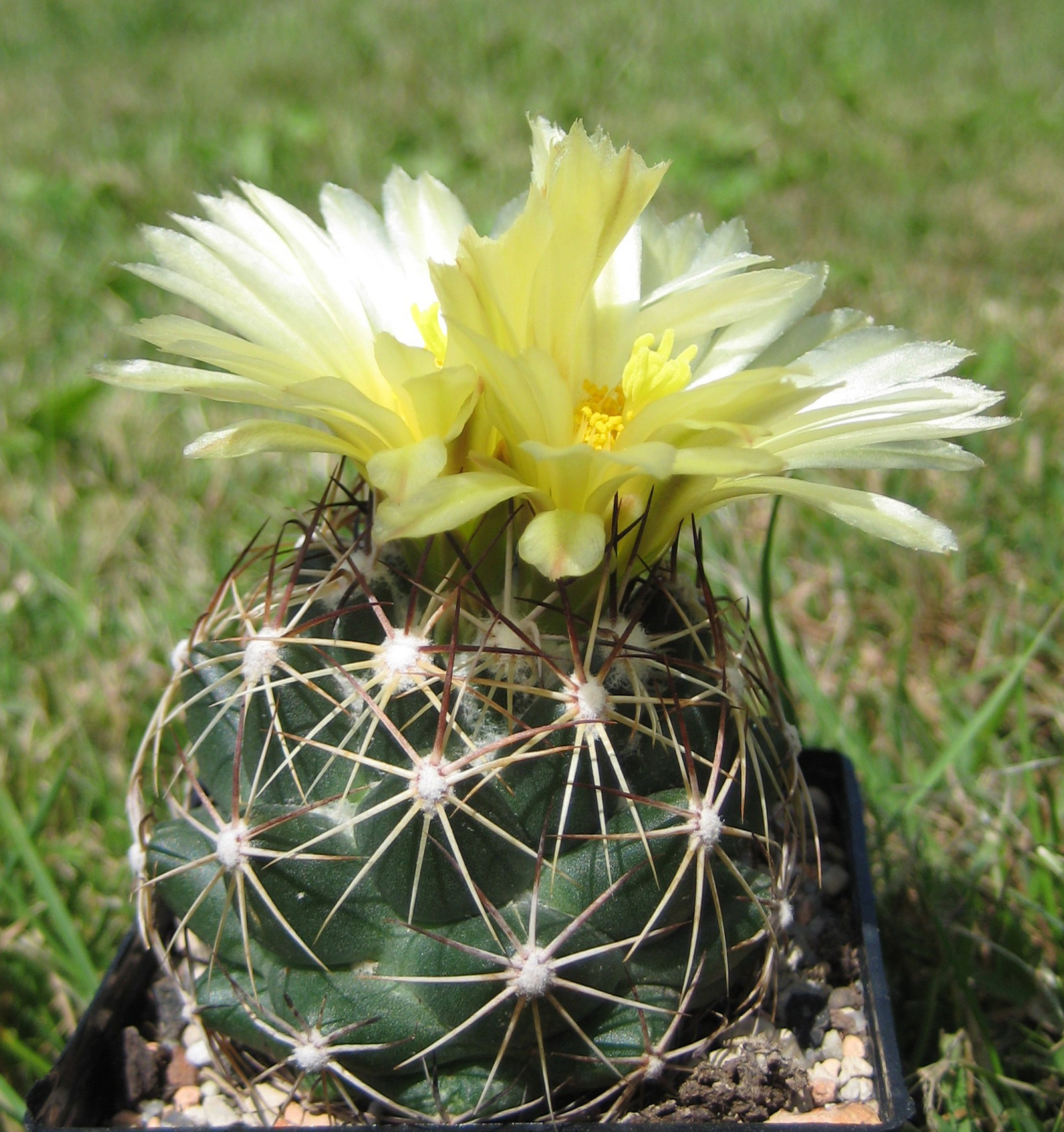
Coryphantha vogtherriana

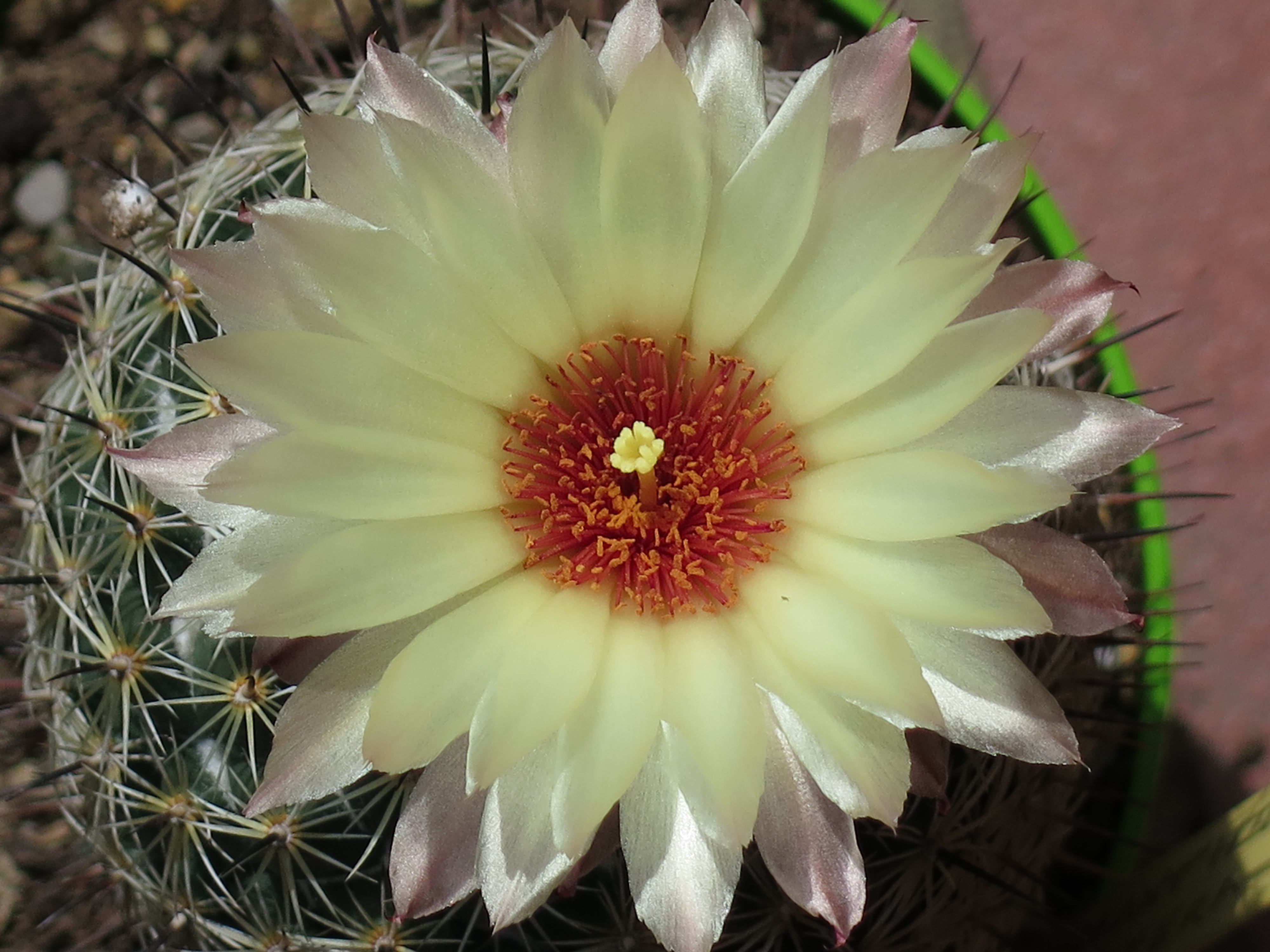
Coryphantha cornifera

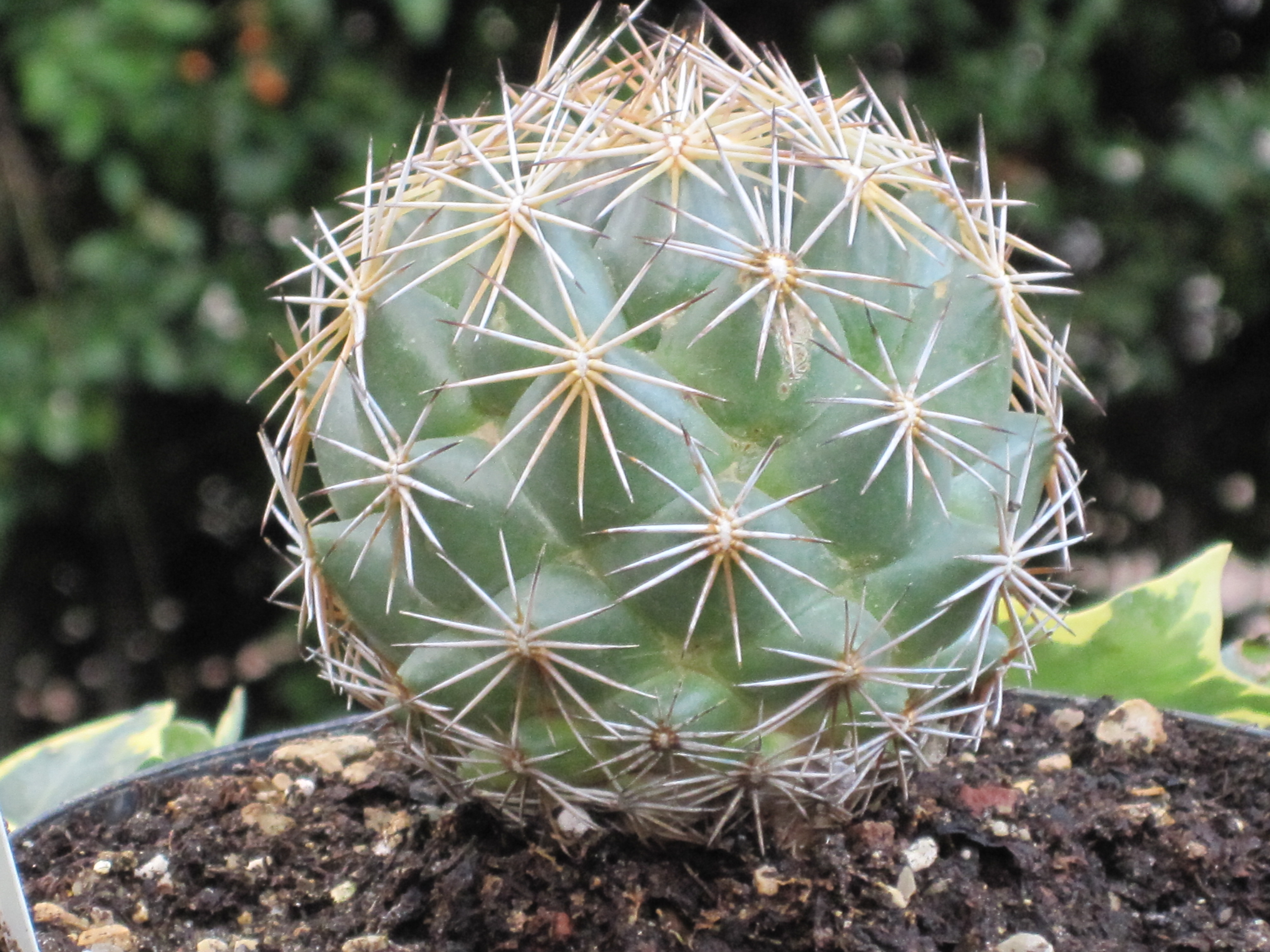
Coryphantha palmeri

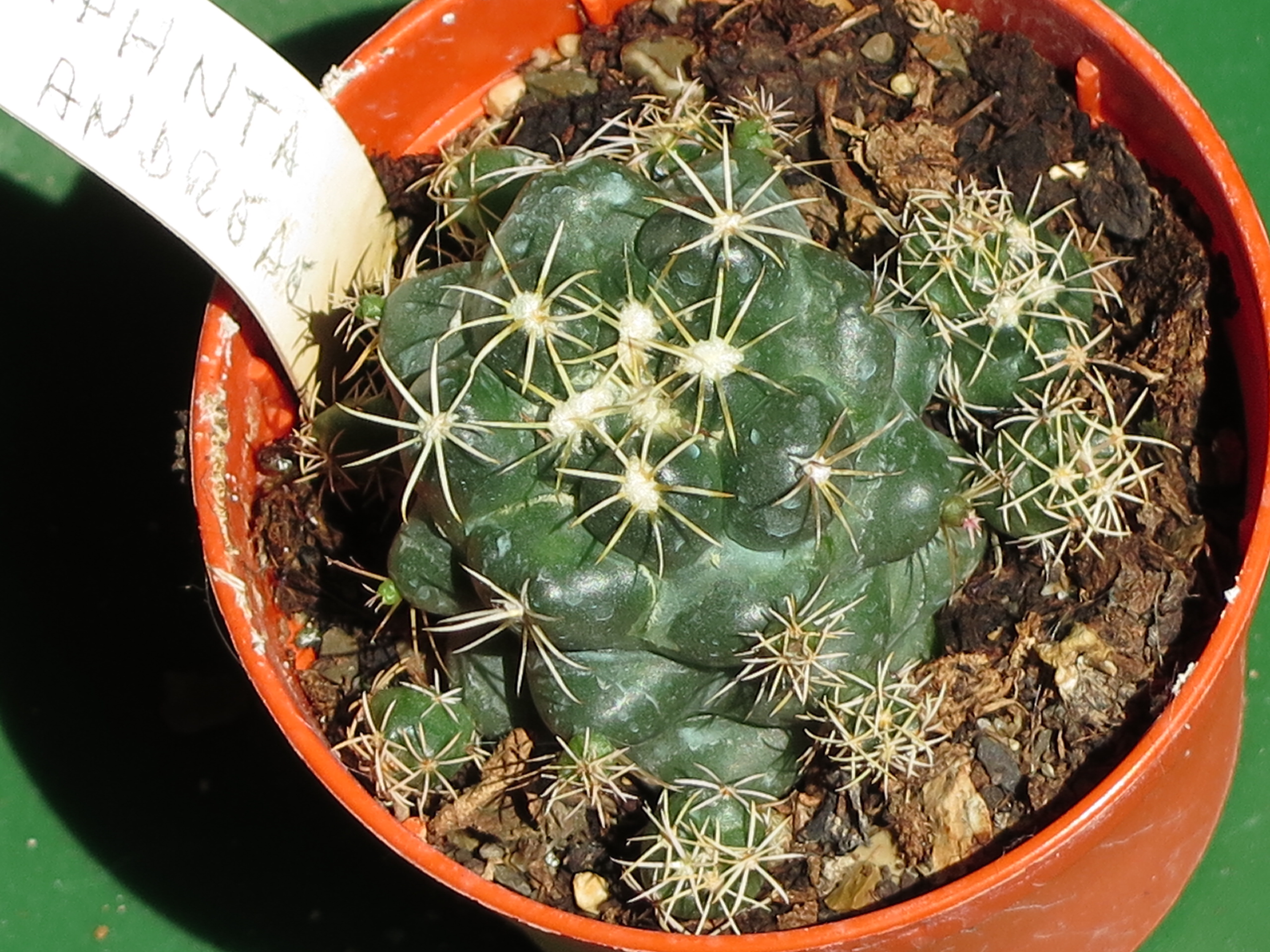
Coryphantha pycnacantha

Koryfanta (Coryphantha (Engelm.) Lem.) – rodzaj roślin z rodziny kaktusowatych (Cactaceae). Występują od USA do Meksyku.

## Morfologia
Są to sukulenty występujące na pustyni lub sawannie. Kwiaty: jaskrawożółte lub różowe, pojawiają się najwcześniej u roślin pięcioletnich.

## Systematyka
Synonimy
Aulacothele Monv., nom. inval., Glandulifera (Salm-Dyck) Fric, Lepidocoryphantha Backeb., Roseia Fric, nom. inval.
Pozycja systematyczna według APweb (aktualizowany system APG III z 2009)
Należy do rodziny kaktusowatych (Cactaceae) Juss., która jest jednym z kladów w obrębie rzędu goździkowców (Caryophyllales) i klasy roślin okrytonasiennych. W obrębie kaktusowatych należy do plemienia Cacteae, podrodziny Cactoideae.
Pozycja w systemie Reveala (1993-1999)
Gromada okrytonasienne (Magnoliophyta Cronquist), podgromada Magnoliophytina Frohne & U. Jensen ex Reveal, klasa Rosopsida Batsch, podklasa goździkowe (Caryophyllidae Takht.), nadrząd Caryophyllanae Takht., rząd goździkowce (Caryophyllales Perleb), podrząd Cactineae Bessey in C.K. Adams, rodzina kaktusowate (Cactaceae Juss.), rodzaj koryfanta (Coryphantha (Engelm.) Lem.).
Lista gatunków
| - Coryphantha borwigii (J.A.Purpus) A.Berger - Coryphantha clava (Pfeiff.) Lem. - Coryphantha clavata (Scheidw.) Backeb. - Coryphantha compacta (Engelm.) Orcutt - Coryphantha cornifera (DC.) Lem. - Coryphantha delaetiana (Quehl) A.Berger - Coryphantha delicata L.Bremer - Coryphantha difficilis (Quehl) Orcutt - Coryphantha durangensis (Ruenge ex Schum.) Britton & Rose - Coryphantha echinoidea (Quehl) Britton & Rose - Coryphantha echinus (Engelm.) Orcutt - Coryphantha elephantidens (Lem.) Lem. - Coryphantha erecta (Lem. ex Pfeiff.) Lem. - Coryphantha georgii Boed. - Coryphantha glanduligera (Otto & A.Dietr.) Lem. - Coryphantha glassii Dicht & A.Lüthy - Coryphantha gracilis L.Bremer & A.B.Lau - Coryphantha hintoniorum Dicht & A.Lüthy - Coryphantha jalpanensis Buchenau - Coryphantha kieferiana (Boed.) A.Berger - Coryphantha kracikii Halda, Chalupa & Kupčák - Coryphantha longicornis Boed. - Coryphantha macromeris (Engelm.) Britton & Rose - Coryphantha maiz-tablasensis O.Schwarz - Coryphantha neglecta L.Bremer | - Coryphantha nickelsiae (K.Brandegee) Britton & Rose - Coryphantha obscura Boed. - Coryphantha octacantha (DC.) Britton & Rose - Coryphantha odorata Boed. - Coryphantha ottonis (Pfeiff.) Lem. - Coryphantha pallida Britton & Rose - Coryphantha panarottoi Halda & Horáček - Coryphantha poselgeriana (D.Dietr.) Britton & Rose - Coryphantha potosiana (Jacobi) Glass & R.A.Foster ex Rowley - Coryphantha pseudoechinus Boed. - Coryphantha pseudonickelsae Backeb. - Coryphantha pulleineana (Backeb.) Glass - Coryphantha pycnacantha (Mart.) Lem. - Coryphantha ramillosa Cutak - Coryphantha recurvata (Engelm.) Britton & Rose - Coryphantha retusa (Pfeiff) Britton & Rose - Coryphantha robustispina (Schott ex Engelm.) Britton & Rose - Coryphantha salinensis (Poselg.) Dicht & A.Lüthy - Coryphantha salm-dyckiana (Scheer ex Salm-Dyck) Britton & Rose - Coryphantha sulcata (Engelm.) Britton & Rose - Coryphantha tripugionacantha A.B.Lau - Coryphantha vaupeliana Boed. - Coryphantha vogtherriana Werderm. & Boed. - Coryphantha werdermannii Boed. - Coryphantha wohlschlageri Holzeis |

## Zastosowanie
Roślina ozdobna. W Polsce uprawiane są głównie jako rośliny doniczkowe. Gatunki występujące na pustyni charakteryzują się zazwyczaj silniejszą budową, wymagają podłoża ubogiego, przepuszczalnego, zmieszanego z dużą ilością piasku lub żwiru wulkanicznego, oraz skąpego podlewania. Słabiej uzbrojone, bardziej mięsiste gatunki z terenów trawiastych potrzebują ziemi próchnicznej, a latem mogą mieć nieco większe zapotrzebowanie na wodę.
- Stanowisko: nasłonecznione, przez cały rok w pokoju albo szklarni, zimą w temperaturze 5-10 °C.
- Podlewanie: latem oszczędne, zimą nie potrzebują podlewania.
- Nawożenie: od wiosny do późnego lata co miesiąc nawozem do kaktusów.
- Rozmnażanie: wiosną z nasion lub odrostów, jeśli roślina je wytwarza, jak na przykład znany gatunek Coryphanta elephantidens – koryfanta słoniozębna.